# Pseudopanurgus readioi
Pseudopanurgus readioi är en biart som först beskrevs av Michener 1952.  Pseudopanurgus readioi ingår i släktet Pseudopanurgus och familjen grävbin. Inga underarter finns listade i Catalogue of Life.